# Бряг Ингрид Кристенсен
Бряг Ингрид Кристенсен (на норвежки: Ingrid Christensen Kyst; на английски: Ingrid Christensen Coast) е част от крайбрежието на Източна Антарктида, в западната част на Земя принцеса Елизабет, простиращ се между 68° и 70°20’ ю.ш. и 72°30’ и 80° и.д. Брегът е разположен в западната част на Земя принцеса Елизабет, покрай брега на море Съдружество, част от Индоокеанския сектор на Южния океан. На запад граничи с Брега Ларс Кристенсен на Земя Мак. Робъртсън, а на изток – с Брега Леополд и Астрид на Земя принцеса Елизабет. Крайбрежието му е силно разчленено. Дълбоко навътре в сушата навлиза големия залив Прюдс, бреговете на който са изпъстрени с вторични по-малки заливи – Саннефиорд, Трюне, Фласкевик; полуострови – Брейднесет, Лангнесет и др.; малки острови – Бьолинген, Свенер, Рьоуер и др.; шелфови ледници – източната част на големия шелфов ледник Еймъри и по-малкия Пабликейшън. Отделни участъци от крайбрежието са свободни от ледове. На полуостров Брейднесет се намира „оазиса“ Вестфол (68°35′ ю. ш. 78°13′ и. д. / 68.583333° ю. ш. 78.216667° и. д.), в който от 1957 до 1964 г. действа австралийската полярна станция „Дейвис“. Останалата част е покрита с дебела ледена броня над която стърчат оголени скали и нунатаки, части от ниски планини и хълмове – Рейнболт, Мистичели, Маккаскъл, Статлер, Монро-Кер, Ларсеман и др. От тях към залива Прюдс и шелфовите ледници се спускат малки континентални ледници: Роджърс, Полард Рекорд, Ранвик, Кейас, Сьорсдал и др.
Брега Ингрид Кристенсен е открит през 1935 г. от норвежкия китоловец Клариус Микелсен, който го наименува в чест на Ингрид Кристенсен, съпругата на своя работодател, китобойния магнат и полярен изследовател Ларс Кристенсен, която е първата жена стъпила на брега на Антарктида. Норвежците извършват първите изследвания и топографски снимки на региона. По-късно той е изследван и подробно картиран от 1-вата Съветска антарктическа експедиция 1956 – 1958 г.